# Metaforando
Metaforando é um canal do YouTube especializado em análise comportamental e linguagem corporal criado em 2016 pelo perito técnico em microexpressões Vitor Ricardo Americo dos Santos. 

## História
O canal foi criado em 2016 pelo perito técnico certificado em FACS pela PEG-USA (único instituto no mundo autorizado a usar a codificação facial no estilo FACS) e perito técnico das expressões faciais e investigador profissional pela CODE-SP Vitor Santos.
| “ | Quando criei o canal, não imaginava que as pessoas iriam ter interesse nesse tipo de assunto desta maneira, mesmo porque cito artigos científicos, falo de coisas mais técnicas, então nunca achei que teria um público tão grande. Na minha mente, as pessoas iriam preferir as pegadinhas ou coisas do gênero, que bombavam na época, mas atingir essa marca me deixa muito feliz. | ” |

Vitor popularizou-se por fazer vídeos analisando expressões faciais e comportamentais sobre casos de pessoas famosas e não famosas, buscando descobrir se o comportamento da pessoa é condizente ou não com suas expressões demonstradas no momento, usando o método de linguagem não verbal "Lie to Me Style", sendo também chamado de "scanner humano" devido a suas análises.
Em seu canal, analisou casos que repercutiram muito como o da youtuber Isabela Magdalena do canal Bel para Meninas, o da cantora gospel Flordelis, acusada de matar seu marido, do jogador de futebol Gerson, que acusou o jogador do Bahia Índio Ramírez de proferir injúrias raciais durante o jogo em que suas equipes se enfrentavam e sobre uma possível fraude em sorteio do game show televisivo Roda a Roda, do SBT.
Em 2021, o canal foi um dos 10 indicados na categoria "conhecimento, ciência e educação" do prêmio "Influency.me", conhecido como o Oscar da Influência Digital, no entanto, não venceu o prêmio.

## Metodologia
Vitor Santos afirma ser certificado em Facial Action Coding System (FACS) pelo Paul Ekman Group (PEG), empresa fundada pelo psicólogo estadunidense Paul Ekman. Santos utiliza em seus vídeos a hipótese das "microexpressões faciais" criada por Ekman.

## Controvérsias
Em novembro de 2022, Vitor Santos foi criticado por investigar um entregador após suspeitar do mesmo.
Em fevereiro de 2023, Vitor Santos entrou com um mandado judicial para tirar do ar um vídeo do humorista e youtuber Tiago Santineli. No vídeo, Santineli afirmou que as técnicas usadas por Santos são oriundas de uma pseudociência.

## Prêmios e indicações
| Ano  | Prêmio       | Categoria                        | Indicação   | Resultado | Ref.  |
| ---- | ------------ | -------------------------------- | ----------- | --------- | ----- |
| 2021 | Influency.me | Conhecimento, ciência e educação | Metaforando | Indicado  | [ 7 ] |